# Lăčezar Baltanov
Lăčezar Baltanov (in bulgaro Лъчезар Балтанов?; traslitterazione anglosassone: Lachezar Baltanov; Sofia, 7 novembre 1988) è un ex calciatore bulgaro, di ruolo centrocampista.

## Carriera

### Club
Debutta nel 2004 debutta con la maglia del Levski Sofia, squadra della sua città natale. Nel 2014 passa al Botev Plovdiv.

## Palmarès

### Club

#### Competizioni nazionali
- Coppa di Bulgaria: 3

Levski Sofia: 2004-2005, 2006-2007
Botev Plovdiv: 2023-2024
- Supercoppa di Bulgaria: 2

Levski Sofia: 2005, 2007
- Campionato bulgaro: 3

Levski Sofia: 2005-2006, 2006-2007, 2008-2009